# هو يين
هو يين (بالبرتغالية: Ho Yin‏) هو سياسي برتغالي، ولد في 1908 في الصين، وتوفي في 1983.